# BMW R23

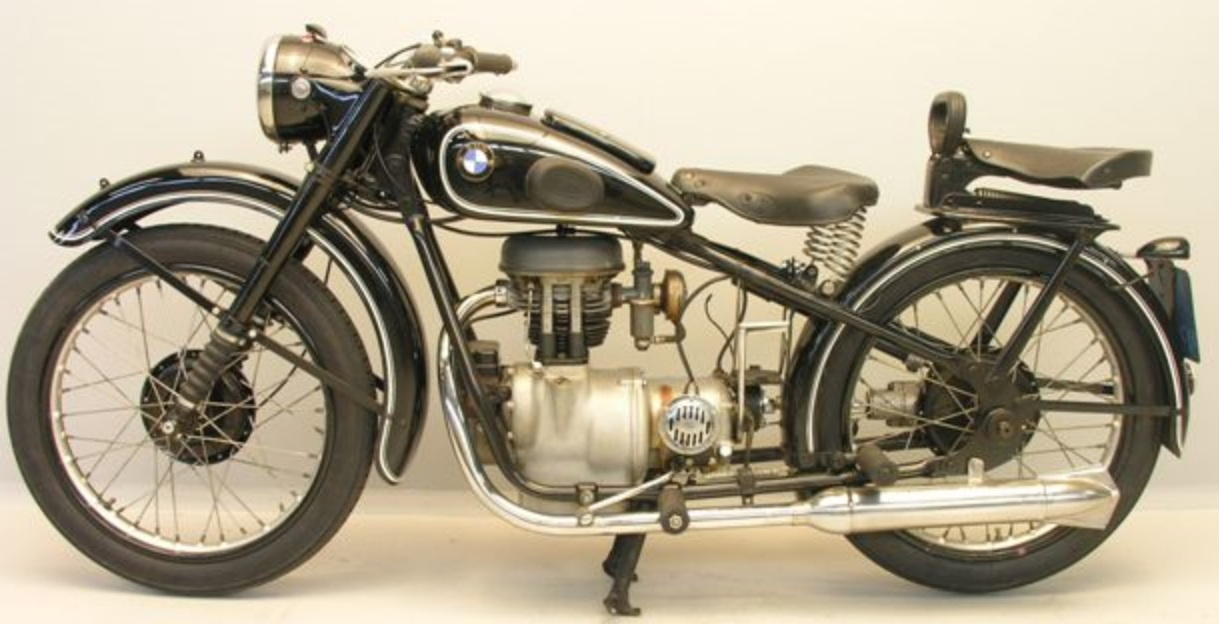
BMW R23 uit 1938

De BMW R 23 is een motorfiets van het merk BMW.
De BMW R 23 volgde in 1938 de R 20 op. De R 20 was een 200cc model, dat in de markt was gezet omdat een Duitse wet het rijden met motorfietsen tot 200cc zonder rijbewijs en zonder belasting te betalen toestond. In 1938 verviel deze regeling, maar er kwam een nieuwe rijbewijsklasse voor motorfietsen tot 250cc. Het was dus logisch de cilinderinhoud te vergroten. Omdat de R 23 in feite een opgeboorde R 20 was, kon men zelfs een ombouwset kopen, om de R 20 zelf tot R 23 te modificeren. Net als de R 20 had de R 23 dus al het in 1936 geïntroduceerde buisframe en een telescoopvork.
De R 23 stond aan de basis van alle volgende BMW eencilinders tot in 1966, maar werd in 1940 uit productie genomen. BMW had de volledige productiecapaciteit in München nodig om vliegtuigmotoren voor de Luftwaffe te bouwen. Daarom werd de resterende motorfietsproductie overgeheveld naar de vestiging in Eisenach (EMW), waar feitelijk alleen gewerkt werd aan het R 75 Wehrmachtsgespann.
Pas in 1948 zou er een opvolger voor de R 23 komen, de R 24.

## Technische gegevens
| Periode            | 1938-1940                   | 1938-1940                   | 1938-1940                   |
| Productieaantal    | 8.021                       | 8.021                       | 8.021                       |
| Categorie          | toermotor                   | toermotor                   | toermotor                   |
| Motortype          | kopklepmotor                | kopklepmotor                | kopklepmotor                |
| Bouwwijze          | langsgeplaatste eencilinder | langsgeplaatste eencilinder | langsgeplaatste eencilinder |
| boring             | 68 mm                       | 68 mm                       | 68 mm                       |
| slag               | 68 mm                       | 68 mm                       | 68 mm                       |
| Cilinderinhoud     | 247 cc                      | 247 cc                      | 247 cc                      |
| Max. Vermogen      | 7 kW/10 pk                  |                             |                             |
| Topsnelheid        | 100 km/h                    | 100 km/h                    | 100 km/h                    |
| Aandrijving        | as                          | as                          | as                          |
| Rijwielgedeelte    | dubbel wiegframe, buisframe | dubbel wiegframe, buisframe | dubbel wiegframe, buisframe |
| Drooggewicht       | 135 kg                      | 135 kg                      | 135 kg                      |
| Max. totaalgewicht | 200 kg                      | 200 kg                      | 200 kg                      |
| Tankinhoud         | 9,6 ltr                     | 9,6 ltr                     | 9,6 ltr                     |
| Voorganger         | R 20                        | R 20                        | R 20                        |
| Opvolger           | R 24                        | R 24                        | R 24                        |